# Signe Tollefsen
Signe Tollefsen (Amsterdam, 1981) is een Nederlands/Amerikaans zangeres, die in Zweden woont. Haar muziek wordt omschreven als folkrock.

## Biografie
Tollefson is een kind van een Amerikaanse vader en een Nederlandse moeder. Ze groeide op in Utrecht, waar ze de Kathedrale Koorschool bezocht. Op haar veertiende componeerde ze haar eerste liedjes; daarbij werd ze geïnspireerd door artiesten zoals Janis Joplin, Ani DiFranco en Paul Simon. Op haar vijftiende verhuisde ze naar het Verenigd Koninkrijk, maakte daar de middelbare school af en studeerde klassieke zang aan de Royal Northern College of Music. Ze stapte over naar de studie filosofie aan de Universiteit van Hull. In de undergroundclub "The Adelphi" in Hull  zong ze voor het eerst haar eigen nummers in het openbaar.
Ze verhuisde terug naar Nederland om medicijnen te studeren, maar stapte over naar het Conservatorium van Amsterdam met René van Barneveld ("Tres Manos", Urban Dance Squad). In 2005 speelde ze met Stephen Malkmus (Pavement, Silver Jews) in Italië en Duitsland.

In december 2006 won ze de publieksprijs en de prijs voor beste muzikant bij de Grolsch Grote Prijs van Nederland in de categorie singer/songwriter.
Tussen 2006 en 2009 deelde ze het podium met Ane Brun, Alela Diane, Luka Bloom, en Japan's zanger David Sylvian.
In 2008 nam Mathilde Santing haar nummer Sweet Tears op voor haar album Forty-Nine.
In september 2009 kwam debuutalbum Signe Tollefsen uit, opgenomen in Los Angeles (VS) en Utrecht. Het werd erg goed ontvangen door de pers en later uitgebracht in België, Luxemburg, Duitsland en het Verenigd Koninkrijk.
In 2010 toerde ze tweemaal door het Verenigd Koninkrijk (april en november), de Verenigde Staten en Canada (september).
Haar EP Baggage, geproduceerd door Ralph Timmermans, kwam uit in januari 2011. Dit album bevat 6 covers.
In maart 2011 was zij te gast in De Wereld Draait Door met het nummer Borrowed Song, dat op het tweede album zou verschijnen.
Haar tweede album "Hayes", eveneens geproduceerd door Ralph Timmermans, verscheen in september 2011.

## Reviews
thisullQuite simply put Signe has the most amazing voice. Her vocal range has to be heard to be believed, the controlled and measured delivery marvelled at, the maturity and richness of tone surprising in one so young. [...] Her voice hypnotic, her guitar style minimalist, almost ponderous as she falls into full bodied deep sounds or pin prick sharp notes.

## Discografie
- Signe Tollefsen - september 2009

1. It Smells of You
2. History Class
3. You, Me & The Brewers
4. Jeff
5. Hooked (You Spit In My Whiskey)
6. King of the Fire
7. Mama
8. My Old Man
9. Sweet Tears
10. Up To No Good
11. It Was Ooo
12. Oh My!
13. This Is It
- Baggage- januari 2011

1. You Are My Sunshine (Jimmy Davis)
2. No Thank You (The Woodwards)
3. Glory Box (Portishead)
4. Dirty Diana (Michael Jackson)
5. Down By The Water (PJ Harvey)
6. As The World Falls Down (David Bowie)
- Hayes- september 2011

1 185 mph
2 Drunk Orchestra
3 Speak To Me
4 Since I'm Leaving
5 Daddy
6 Where You Been
7 Make Me A (Wo)Man
8 Homecoming
9 Borrowed Song
10 Here Is What
11 Scared